# Martin Studach
Martin Andreas Studach (Zúrich, 17 de mayo de 1944-Zúrich, 24 de marzo de 2007) fue un deportista suizo que compitió en remo. Fue hijo del también remero Eugen Studach.
Ganó una medalla en el Campeonato Mundial de Remo de 1966 y tres medallas en el Campeonato Europeo de Remo entre los años 1964 y 1967.

## Palmarés internacional
| Campeonato Mundial | Campeonato Mundial       | Campeonato Mundial | Campeonato Mundial |
| Año                | Lugar                    | Medalla            | Prueba             |
| ------------------ | ------------------------ | ------------------ | ------------------ |
| 1966               | Bled (Yugoslavia)        | Medalla de oro     | Doble scull        |
| Campeonato Europeo |                          |                    |                    |
| Año                | Lugar                    | Medalla            | Prueba             |
| 1964               | Ámsterdam (Países Bajos) | Medalla de bronce  | Doble scull        |
| 1965               | Duisburgo (RFA)          | Medalla de oro     | Doble scull        |
| 1967               | Vichy (Francia)          | Medalla de oro     | Doble scull        |